# بیس‌لاین (سبک موسیقی)
بیس‌لاین (به انگلیسی: Bassline) (که گاه با نام‌های بیس‌لاین هاوس، ۴×۴ یا نیش شناخته می‌شود) یک سبک موسیقی است که ارتباط نزدیکی با یوکی گاراژ دارد و در اوایل دههٔ ۲۰۰۰ در مناطق یورک‌شر جنوبی و میدلندز غربی بریتانیا شکل گرفت.

## همچنین ببینید
- فهرست ژانرهای موسیقی الکترونیک